# 阿达河畔阿尔扎戈
阿达河畔阿尔扎戈（義大利語：Arzago d'Adda），是意大利贝加莫省的一个市镇。总面积9.26平方公里，人口2836人，人口密度306.3人/平方公里（2009年）。国家统计（ISTAT）代码为016013。